# Hüttensee (Naturschutzgebiet)
Das Gebiet Hüttensee ist ein mit Verordnung vom 20. Oktober 1994 des Regierungspräsidiums Tübingen ausgewiesenes Naturschutzgebiet (NSG-Nummer 4.247) im Süden der baden-württembergischen Gemeinde Neukirch in Deutschland.

## Lage
Das rund 17 Hektar große Naturschutzgebiet Hüttensee gehört naturräumlich zum Westallgäuer Hügelland. Es liegt südlich der Ortsmitte und nördlich des Ortsteils Oberlangensee, auf einer Höhe von 542,1 m ü. NN. Südwestlich des Hüttensees liegt das NSG Kreuzweiher-Langensee, nordöstlich das NSG Hüttenwiesen.

## Schutzzweck
Wesentlicher Schutzzweck ist die Erhaltung eines reich strukturierten Ökosystem, das aus
- einem natürlich entstandenen See, dessen Wasserflora – vor allem die Schwimmblattgesellschaften – Lebensraum für zahlreiche Insektenarten, insbesondere Libellen, ist und die Nahrungsgrundlage für zahlreiche Wirbellose bildet,
- einem breiten Verlandungsgürtel im Uferbereich des Sees mit Vertretern des Rohrkolben-, Seebinsen-, Schneidbinsen- und Schilfröhrichts, die vielen Vogelarten als Brutgebiete dienen,
- nährstoffarmen Flach- und Hangquellmoorbereichen mit ihrer besonders gefährdeten Flora aus Kalkkleinseggenrieden als Lebensraum für viele speziell angepasste Insekten – insbesondere zahlreiche Tag- und Nachtfalterarten –, die ihrerseits Lebens- sowie Nahrungsgrundlage für zahlreiche Vogelarten sind,
- Pfeifengrasstreuwiesen, deren floristischer Artenreichtum Lebensraum für zahlreiche Insektenarten ist, insbesondere für nur dort beheimatete Tagfalterarten und Widderchen,
- Wiesenflächen mit Quellbereichen und Wassergräben, die auf Grund ihrer Verzahnung mit den angrenzenden Waldbereichen einen wertvollen Biotopbereich bilden,
- Streuobstwiesen als Element der traditionellen Kulturlandschaft und als reich strukturierter Lebensraum für zahlreiche gefährdete Tierarten, und
- Grünlandflächen als Pufferzonen zur Vermeidung weiterer Intensivierung landwirtschaftlich genutzter Flächen im Umgebungsbereich des Feuchtgebietes dienen.